# Rue de la Pente
La rue de la Pente (en néerlandais Hellingstraat) est une ruelle bruxelloise pavée de la commune d'Auderghem qui monte en pente de la rue du Vieux Moulin à la rue du Villageois sur une longueur de 100 mètres.

## Historique et description
Cette rue constitue l’une des perles du patrimoine auderghemois. Ici habitaient en des temps plus anciens les moins aisés des habitants d’Auderghem. De l’autre côté de la ruelle, on trouve encore les heuskes (WC) hors des maisons et désaffectés de nos jours.
Dans l’Atlas des Communications Vicinales (1843), la voie est répertoriée sous le no 74, dite Huysweg avec une longueur de 106 m et une largeur de 1,65 m. Plus tard, le chemin s’appela Petite rue du Moulin.
Le 1er janvier 1917, le collège décida de changer son nom en rue de la Pente pour éviter les doublons en région bruxelloise.

## Notes et références

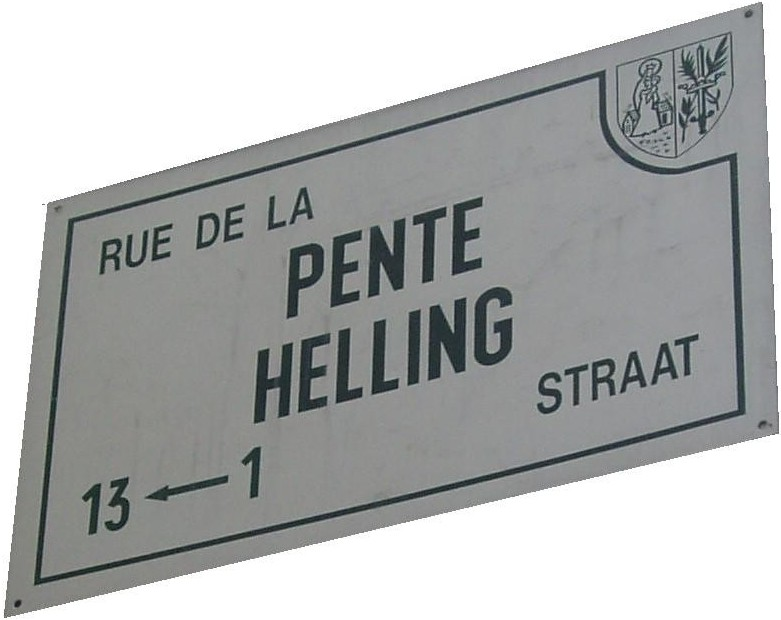